# 美人計
美人計是兵書三十六計的第三十一計，來自春秋末期吳越爭霸戰爭。這一計的意思是送美女或者美男過去，令目標人物終日玩樂不理政事，迷惑他，再併以其他計謀對目標人物發動致命一擊，將其滅亡。

## 探源
《六韬·文伐》“养其乱臣以迷之，进美女、淫声以惑之……”古人主張，面對實力強大的敵人，可暫時順應其意、消磨其志，以求得自保，掩護自己養精蓄銳。這裡的「順應」，是改換了形式的鬥爭，不應等同於那種軟弱無能的順服、降從。春秋末年，越王勾踐被吳國打敗之後，便送美女西施和奇珍異寶來取悅吳王夫差，使其貪圖安逸享受，放鬆警戒，迫害忠良。爾後，越國乘機出兵，反敗為勝，終於滅亡吳國。
原来勾踐成功地使用了“美人计”。勾踐被释回越国之后，卧薪尝胆，不忘雪耻。吴国强大，靠武力，越国不能取胜。越大夫文种向他献上一计“高飞之鸟，死于美食，深泉之鱼，死于芳饵，要想复国雪耻，应投其所好，衰其斗志，这样，可置夫差于死地。”于是勾踐挑选了两名绝代佳人：西施、郑旦，送给夫差，并年年向吴王进献珍奇珠宝。夫差认为勾踐已被他臣服，所以一点也不加怀疑。夫差整日与美人饮酒作乐，连大臣伍子胥的劝谏也完全听不进去。后来，吴国进攻齐国，勾踐还出兵帮助吴王伐齐，借以表示忠心，麻痹夫差。吴国打胜之后，勾踐还亲自到吴国祝贺。
夫差贪恋女色，一天比一天厉害，根本不想过问政事。伍子胥力谏无效，反被賜死。勾踐看在眼里，喜在心中。公元前482年，吴国大旱，勾踐乘夫差北上会盟之时，突出奇兵伐吴，吴国终于被越所灭，夫差也只能一死了之。前面曾讲到春秋时吴越之战，勾踐先败于夫差。吴王夫差罚勾踐夫妇在吴王宫里服劳役，借以羞辱他。越王勾踐在吴王夫差面前卑躬屈膝，百般逢迎，骗取了夫差的信任，终于放他回到越国。后来越国趁火打劫，终于消灭了吴国，逼得夫差拔剑自刎。

## 原文
兵强者，攻其将；將智者，伐其情。将弱兵颓，其势自萎。利用御寇，顺相保也。

### 譯文
對兵力強大的敵人，要去制伏它的將帥；對足智多謀的將帥，設法腐蝕他的戰鬥意志。將帥的鬥志衰退、兵卒的士氣消沉，部隊就失去了戰鬥力。利用敵人的弱點進行控制和分化瓦解工作，我就可以順勢保存實力。